# Internet-fjernstyret radiomodtager
En internet-fjernstyret radiomodtager (kort internet-radiomodtager) er en radiomodtager beregnet til radiobølger, som kan fjernstyres via internettet. De fleste internet fjernstyrede radiomodtagere kan nås via World Wide Web og er så også en web-fjernstyret radiomodtager. Web-fjernstyrede radiomodtagere kan betjenes og lyttes til via en web-browser.
De tidligste internet-radiomodtagere kunne kun betjenes af en person ad gangen. I dag findes der mange, typisk radioamatør-modtagere, som kan betjenes af mange på en gang.
De internet-radiomodtagere, der kan betjenes af mange på en gang, er typisk softwaredefinerede radioer. Nogle har vandfaldsdiagramsudlæsning – spektrumanalysator udlæsning over tid. En måde man kan vælge radiokanal på, er ved at bruge musen til at flytte rundt på et digitalt filter. Filteret kan mange gange få ændret filterbåndbredde og filterflanker direkte med musen eller via knapper. 
Typisk kan den ønskede demodulationsart også vælges – f.eks. CW, SSB, AM og FM.
Af software, der er central for internet-radiomodtagere, er der bl.a.:
- WebSDR
- Linrad
- Gqrx[2]
- OpenWebRX
- KiwiSDR

Der er lidt beskrivelse om internet-radiomodtagere og deres software her.

Internet-modtagere relateret information:
- Videoer med betjeningseksempler af web-radiomodtagere.[4]
- WebSDR baseret - vejviser – der kan lyttes til flere radioamatørbånd. Waterfall udlæsning, CW, SSB og AM. Der kan typisk ses hvad andre lytter til. Filteret trækkes/klikkes derhen man ønsker – og både filterbredde og filterflanker kan ændres.[5]
  - WebSDR baseret – frekvensområdet 0-29MHz.[6]
  - WebSDR i Danmark, drevet af EDR Frederikssund.[7]
  - WebSDR baseret – EME (jord-måne-jord)-radioforbindelser via en parabolantenne med en diameter på 25 meter. [8]
- NASA VLF-radiomodtager man kan lytte til. Der er også optagne signaler med frekvensspektra med beskrivelser, hvor der står om signalets ophav er kendt eller ukendt.[9]
- OpenWebRX baseret - vejviser.[10]
- KiwiSDR baseret - vejviser.[11]